# Верблюжий (мыс)
Верблюжий (устар. Сфинкс) — мыс на побережье Берингова моря. Относится к территории Чукотского района Чукотского автономного округа.
В 1920-е гг. географ А. Л. Дёмин назвал мыс Сфинксом за форму, которую ему напомнила древняя египетская статуя. Современное название закрепилось в 1950-х гг.
Эскимосское название Нынлувак — «большая землянка», здесь располагались древние поселения коренных жителей. На мысе находился наблюдательный пункт, где морские охотники следили за китами.